# Meghna (fiume)

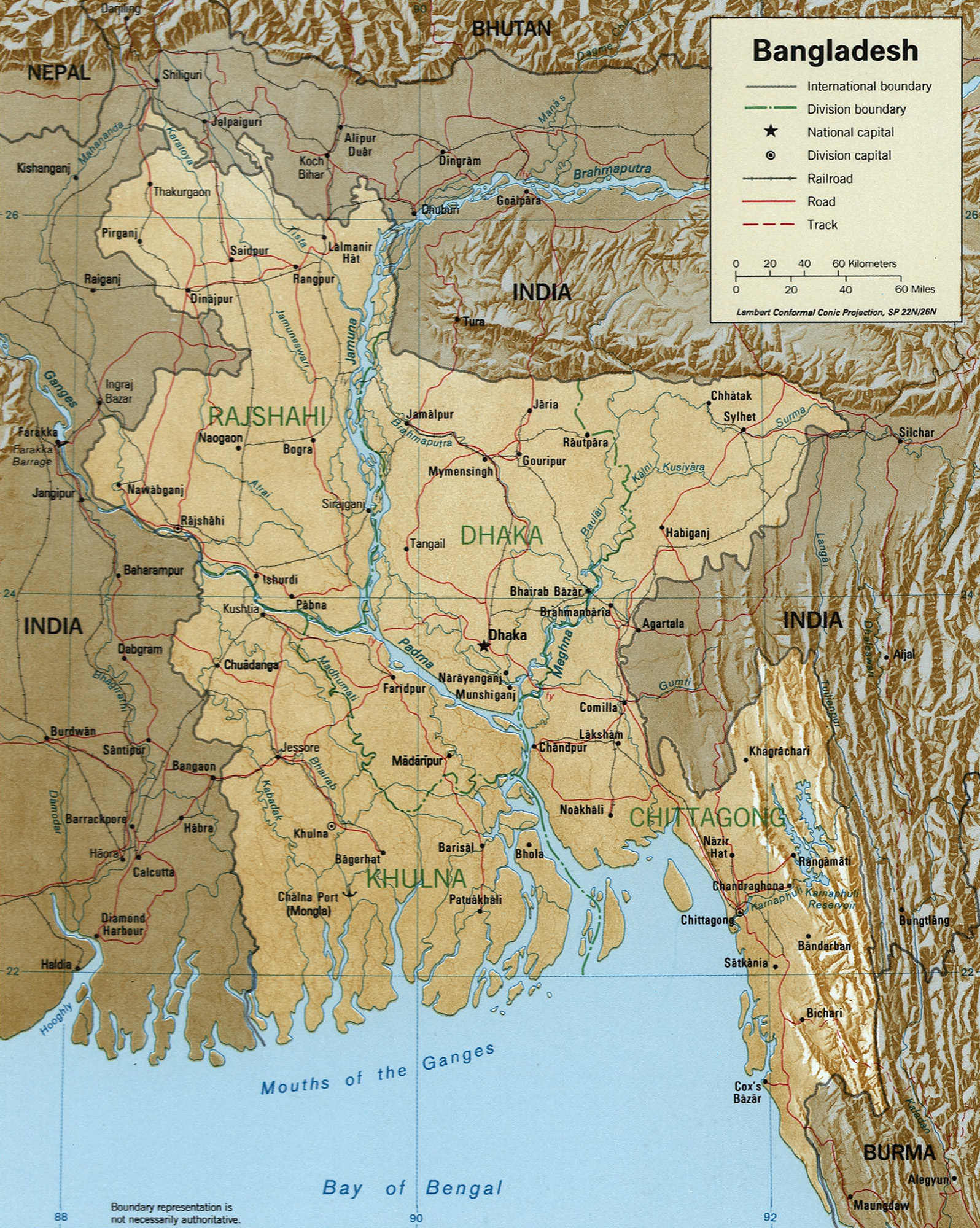
Mappa del Bangladesh. Il Meghna è in centro a destra.

Il Meghna (in bengali: মেঘনা) è il nome con cui vengono definiti due tratti fluviali successivi nel più ampio sistema fluviale del Bangladesh del quale fanno parte anche i fiumi Brahmaputra e Gange.
I due tratti di fiume vengono talvolta considerati fiumi separati, il "basso Meghna" (Lower Meghna) con una portata di 36.500 m³/s è il più grande fiume dell'Asia e il terzo del mondo. Nasce dalla confluenza dell'"alto Meghna" (Upper Meghna) con il fiume Padma che a sua volta origina 100 km più a monte dalla confluenza dei corsi principali del Gange e del Jamuna (nome dato al basso Brahmaputra). Il basso Meghna dopo 130 km di percorso, sfocia nel Golfo del Bengala (Oceano Indiano).
Lungo circa 550 km, molto largo e profondo, è uno dei tre fiumi che forma il delta del Gange e separa il Chittagong dalle altre regioni del Bangladesh.

## Upper Meghna
Prende il nome di Upper Meghna il tratto di fiume compreso tra Kuliarchar e Shatnol (distretto di Chandpur).
Prima di entrare nel Bangladesh ed assumere il nome Meghna, il percorso del fiume è piuttosto tortuoso.

### Barak
Nasce con il nome Barak nei monti Patkai (ca. 25 km a sudest del monte Japvo) nello stato indiano del Manipur al confine con la Birmania. Nel suo percorso, dopo aver attraversato tutta la vallata centrale del Manipur, attraversa gli stati indiani del Nagaland, Mizoram e Assam. Nei pressi del confine con il Bangladesh, dopo 610 km di percorso, il fiume si divide in due rami, il Surma (che ha circa il 15% della portata originaria) e il Kushiyara (che rappresenta l'85 %). Entrambi i rami intraprendono dei percorsi molto mutevoli e ricchi di meandri. I due percorsi sono separati da una distanza di 45 km, ma in caso di esondazioni dovute ai monsoni i due corsi arrivano a riunirsi formando un'enorme superficie acquatica.

#### Il ramo meridionale:Kushiyara
Il ramo meridionale fino al XIX secolo, quando quest'area del Bengala apparteneva ancora all'Assam, veniva ancora chiamato Barak. In tempi recenti il nome Barak è rimasto ad un piccolo ramo che si dirama dal fiume principale dopo l'immissione del fiume Manu. A partire da questo punto il fiume viene chiamato Bibiyana e poco più avanti, dopo l'immissione di un ramo secondario del Surma, viene chiamato Kalni.
Prima del ricongiungimento dei due rami del fiume, poco a nord di Bhairab nel distretto di Kishoreganj, il percorso del ramo meridionale è lungo circa 290 km.

#### Il ramo settentrionale:Surma
Il ramo settentrionale, dapprima piuttosto piccolo, nel suo percorso verso ovest viene alimentato da numerosi fiumi provenienti dalle catene montuose situate a nord del percorso e considerate tra le regioni più piovose del mondo.
Il fiume, divenuto di dimensioni considerevoli, scorre verso ovest con il nome di Dhanu; da esso si separa un braccio secondario chiamato Surma. Dopo la confluenza del fiume Shomeshwari prende il nome di Baulai e scorre verso sud; dopo l'immissione del fiume Kangsa proveniente da ovest assume il nome di Ghorautra. Il fiume scorre in una pianura soggetta a fenomeni di subsidenza, nella quale tra gli argini dei fiumi si formano estese zone paludose e acquitrini. Il ramo settentrionale, ricco di meandri, scorre per 380 km prima di ricongiungersi con il ramo meridionale. Nel punto di ricongiungimento la portata dei due rami è simile.

#### Il basso corso del fiume
Presso Bhairab si immette nel Meghna quello che un tempo era il ramo principale del Brahmaputra ma che in seguito a movimenti tettonici è ora solo un fiume di scarsa portata. Il corso principale del Brahmaputra entra nel Meghna 80 km più a valle insieme ad altri rami secondari di quello che in Bangladesh viene chiamata Jamuna (Brahmaputra). Le acque dei due fiumi, marrone quella del Brahmaputra e grigio-verde quella del Meghna, sono distinguibili per un lungo tratto. Dopo altri 40 km, presso Chandpur, il Meghna che nel frattempo ha raggiunto una larghezza di poco inferiore ai 2 km si congiunge con il Padma.
Il percorso complessivo del sistema fluviale Barak-Kushiyara-Upper Meghna è lungo circa 1040 km, dei quali solo 140 assumono il nome di Meghna. La portata, al congiungimento con il Padma è di circa 3.610 m³/s.

## Lower Meghna

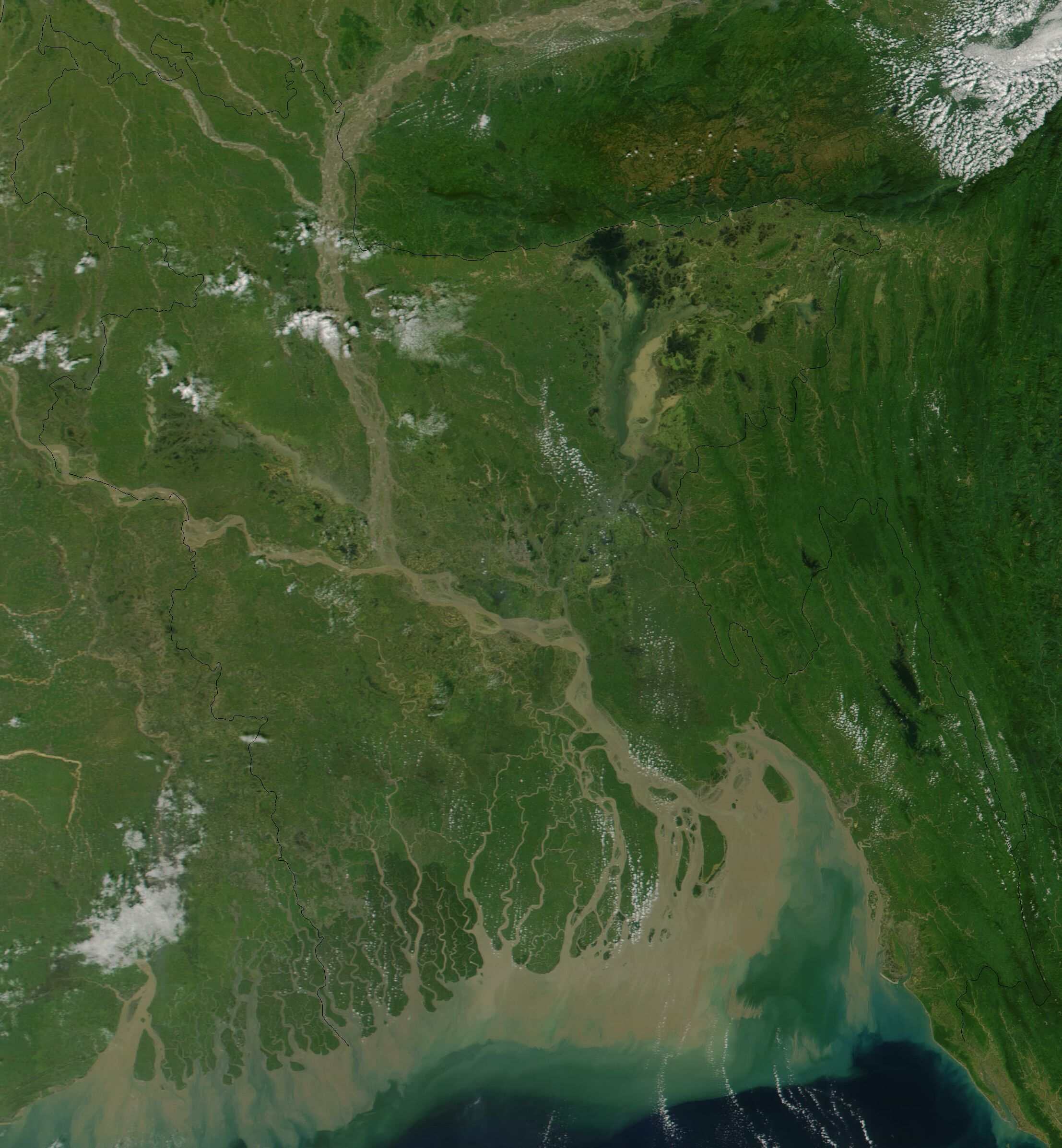
Gange (sinistra), Brahmaputra (al centro in alto) e Meghna (al centro a destra) nel periodo dei monsoni. I due rami Surma e Kushiyara (al centro in alto) formano un'unica superficie d'acqua.

Il corso inferiore del Meghna costituisce sostanzialmente il proseguimento del Padma, che con una portata di 32.000 m³/s è il più grande fiume dell'Asia. 
Come nome corrisponde al corso inferiore del Gange, ma la portata deriva per larga parte dal Brahmaputra. Prima dello spostamento ad ovest del corso del Brahmaputra avuto luogo nel XVIII secolo, le sue acque incontravano il solo Gange in questo punto.
A Chandpur la portata dei fiumi riuniti oscilla dai 10.000 m³/s nella stagione arida, ai 160.000 m³/s nella stagione delle piogge; in media è pari a 36.000 m³/s. La piena del Padma e del basso corso del Meghna dura diversi mesi; quella del Brahmaputra è nei mesi di luglio e agosto, mentre quella del Gange è in settembre. Il Meghna stesso non influisce particolarmente sulla portata delle piene.
La corrente è particolarmente pericolosa in corrispondenza del restringimento di Chandpur, anche in considerazione della marea che nella parte orientale del Golfo di Bengala oscilla tra i tre e i sette metri e risale il corso per un lungo tratto. In corrispondenza della foce il fiume, largo dai 3 ai 10 km, si biforca in due rami e numerosissimi rami minori.
Da un punto di vista geomorfologico il Meghna è una delle componenti più attive del Delta del Gange, che è il più ampio delta del mondo. Le annuali inondazioni rendono molto fertili i terreni e portano ad un'altissima densità della popolazione lungo il corso del Meghna, ma la violenza delle piene monsoniche e l'innalzamento del livello del mare rappresentano dei grandi pericoli per la popolazione. Si cerca di stabilizzare le rive con la coltivazione di mangrovie, che però stentano a fare fronte alla continua modifica del corso dei vari rami dei fiumi.